# 黑脛巾組
黑脛巾組（くろはばきぐみ），陸奧大名伊達政宗所籌組的忍者組織，曾有許多活躍紀錄，但是江戶時代初期並沒有相關情報，多數記載是突然出現在江戶中期有關伊達家的軍記或文獻裡，因此也被懷疑是個虛構組織，主要活動區域在現今的宮城縣與福島縣一帶。

## 特徵
黑脛巾組得名原由是其成員必須適用黑革製的脛當做為標章，才被取名為黑脛巾組。

## 成員組織
根據《伊達秘鑑》的紀錄，黑脛巾組是伊達政宗命令信夫郡得鳥屋城主安部重定籌組，成員是由鄰近的出羽三山的山伏（山岳信仰者，於山中進行修煉與苦行的修練者）挑選招募，初步招集了５０名忍者，隨時日演進組織日益擴增，《老人伝聞記》記載黑脛巾組後期按照仙台藩的地利位置分設南、北、佐沼、石卷、本吉南方、氣仙及本吉北方六個組，主要的任務是遊走全國從事諜報任務、製造流言、敵後騷擾以及新占領地的治安警戒。

## 主要事蹟
黑脛巾組為伊達政宗貢獻良多，在天正13年（1585年）11月的人取橋之戰中在伊達軍被佐竹義重和蘆名盛重聯合岩城常隆、石川昭光、二階堂盛行、白河義親的聯軍攻擊趨於不利時，黑脛巾組忍者大林坊俊海在佐竹軍散播後有敵人偷襲常陸國，引誘佐竹軍撤離，替伊達軍謀得生路。後來於摺上原之戰中，大林坊俊海探知蘆名氏的備蓄情況，並向伊達政宗進言戰場氣候可能的變化，太宰金助也傳達了猪苗代家的父子相爭，讓政宗順利策反猪苗代盛國。
根據新井白石所寫的藩翰譜記載，天正18年（1590年）豐臣秀吉發起小田原征伐時太宰金助受伊達政宗派遣，偷入小田原城探查情報，據氣仙沼市史Ⅱ也記載後來伊達政宗移封至葛西、大崎領地時，正式將黑脛巾組按新領地劃分成六個組，整頓當地治安。

## 重要人物
- 安部重定

- 大林坊俊海

- 柳原戶兵衛

- 世瀬藏人

- 太宰金助

- 佐佐木左近

- 氣仙沼左近

- 横山隼人

- 逸物惣右衛門

## 關連項目
- 伊達政宗